# Leucemia felina
A Leucemia felina é uma doença causada pelo vírus FeLV (Feline leukemia virus) que compromete as defesas imunológicas dos gatos domésticos e felídeos selvagens. Com o vírus, o felino fica vulnerável a doenças infecciosas, lesões na pele, desnutrição, cicatrização mais lenta de feridas e problemas reprodutivos. A sobrevivência de animais infectados é baixa, com uma mortalidade de até 80% após 3 anos.

## Epidemiologia
Cerca de 5 a 15% dos gatos estão infectados, mas nem todos desenvolvem os sintomas. Os que desenvolvem têm reduzida a vida a cerca de dois anos a partir do surgimento dos sintomas, pois a doença ainda não tem cura. A infecção se dá através da saliva, urina e fezes de animais infectados, portanto, o simples fato de dividir a mesma tigela de água com um gato contaminado é suficiente para infectar um gato sadio. Gatas prenhas podem transmitir o vírus pelo parto ou pelo leite a seus filhotes.

## Sinais Clínicos
Mais da metade dos casos não desenvolvem sintomas. Nos que desenvolvem podem surgir sintomas como:
- Perda de peso;
- Desnutrição;
- Secreção nasal e ocular excessiva;
- Diarreia persistente;
- Imunodeficiência;
- Tumores em células linfáticas.

## Infecção
1. O vírus entra no organismo do gato, geralmente pela faringe, onde infecta os linfócitos B e macrófagos, que serão filtrados pelos linfónodos e começam a se replicar;
2. O vírus atinge a corrente sanguínea e se distribui pelo corpo;
3. Com a morte dos linfócitos B, há enfraquecimento do sistema imune;
4. Infecção da medula óssea. Nesta fase o vírus se replica e infecta linfócitos, neutrófilos e eosinófilos que estão sendo formados na medula;
5. Eventualmente, há presença do vírus nas mucosas, nas glândulas salivares e no revestimento de órgãos.

## Transmissão
A leucemia felina não é igual à leucemia humana e não contagia humanos, transmitindo-se somente de felino a felino, pela saliva ou pelo sangue. Os gatos vacinados contra a leucemia estão protegidos em 95% dos casos. Castrando um animal, diminui-se a probabilidade de contaminação, já que o animal tende a permanecer mais em casa e não ter contato com outros gatos, reduzindo a chance de se infectar. 

## Prevenção
Existe uma vacina contra o vírus, a quíntupla felina, que também previne contra outras quatro doenças virais felina frequentes e perigosas: rinotraqueíte, calicivirose e clamidiose. Outra forma importante de prevenir é mantendo os gatos dentro de casa, sem contato com os gatos da rua, e castrados, para diminuir as chances de fugas, brigas e agressividade.

## Tratamento
Tratamentos com analgésicos e antivirais podem abrandar os problemas, sobretudo se o gato viver dentro de casa, uma vez que, devido à baixa imunidade, qualquer infecção pode ser altamente perigosa para o animal.
Durante o tempo em que está em estado crítico, o gato necessita de cuidados e boa alimentação, acompanhado por veterinários, e uso do interferon e outros complementos que o ajudem a ter defesas mais fortes. 
A fase terminal, ocorre quando a doença atinge a medula óssea, impedindo a produção de glóbulos brancos para sua defesa. Quando o vírus se espalha por todo organismo, o animal começa a ter a sua saúde deteriorada rapidamente e passa a sofrer fortes dores, de forma que o eutanásia é a única solução.